# Memmingen
Memmingen é uma cidade no estado federal alemão da Baviera, na região da Suábia. Situa-se na fronteira com o estado de Baden-Württemberg, nas margens do rio Iller.
Memmingen é uma cidade independente (Kreisfreie Städte) ou distrito urbano (Stadtkreis), ou seja, possui estatuto de distrito (kreis).

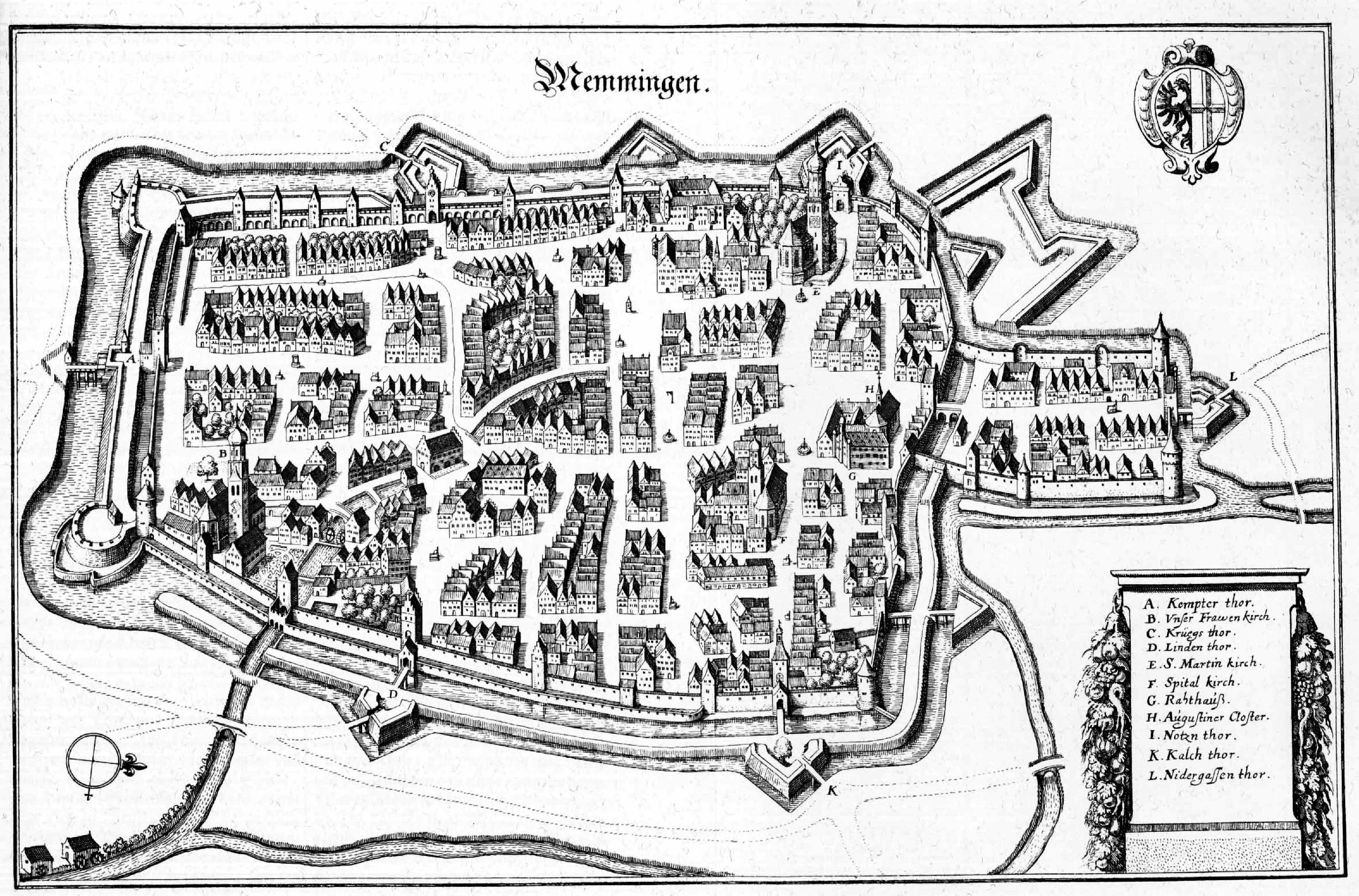
A cidade no século XVII
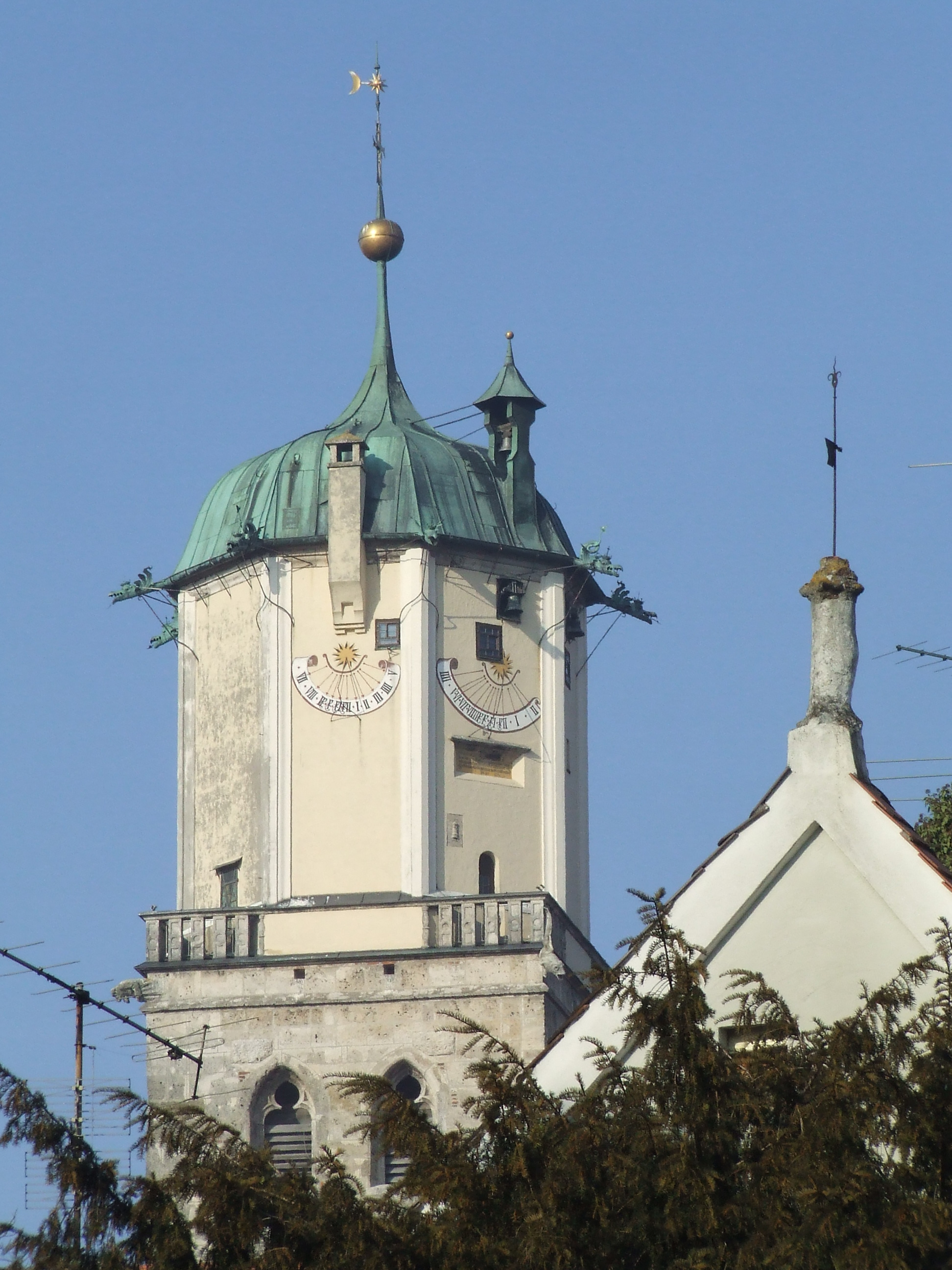
Igreja de São Martim
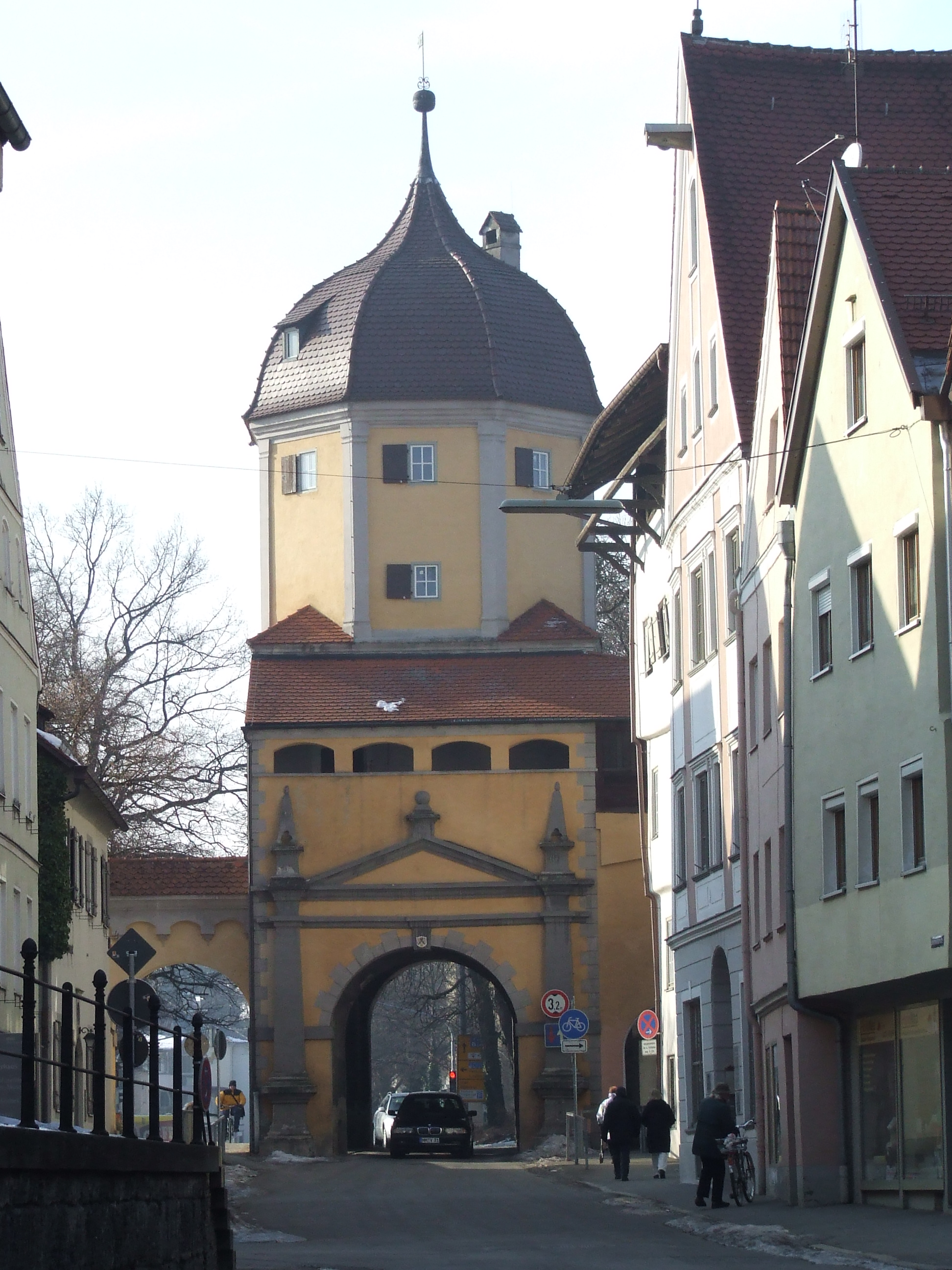